# John Joachim Zubly
Le révérend John Joachim Zubly (27 août 1724 - 23 juillet 1781), né Hans Joachim Züblin, est un pasteur américain d'origine suisse, planteur et homme d'État durant la guerre d'indépendance des États-Unis.

## Biographie
Même s'il a été un délégué de la Géorgie au Congrès continental en 1775, John Joachim Zubly s'est opposé à l'indépendance vis-à-vis de la Grande-Bretagne et est devenu un loyaliste.

## Sources
- (en) Cet article est partiellement ou en totalité issu de l’article de Wikipédia en anglais intitulé « John Joachim Zubly » (voir la liste des auteurs).